# Aggro Berlin
Aggro Berlin è stata un'etichetta discografica specializzata nel genere hip hop/rap. Venne fondata nel 2001 come etichetta indipendente ed era collegata a partire dalla fine del 2007 con la Universal Music Group. L'etichetta è stata chiusa nel mese di aprile del 2009.

## Storia
Fu fondata da Specter, Spaiche & Halil. I primi artisti sotto contratto dalla Label furono Sido & B-Tight, poco dopo in seguito sottoscrisse un contratto anche Bushido, il quale abbandonò l'etichetta nel 2004 per motivi personali.
Aggro Berlin è molto conosciuta in Germania per i molteplici testi aggressivi prodotti nella loro musica, specialmente nei pezzi Aggro Ansage Nr. 2, Aggro Ansage Nr. 3, Aggro Ansage Nr. 4, Aggro Ansage Nr. 5 e Aggro Ansage Nr. 8. Anche il l'album di Bushido "Vom bordstein bis zur Skyline", come anche quello di Sido "Maske", che raggiunse il disco d'oro, furono fortemente criticati per i testi aggressivi. I testi sono molto provocatori ma sono lo stesso molto amati dalla gioventù tedesca.
Gli artisti dell'etichetta giocano con il cliché del Gangsta-Rap, soprattutto Sido. Nel settembre 2004 ricevette il Comet nella Categoria "Miglior Newcomer National". Da allora, Aggro Berlin, è uno dei più famosi marchi di hip-hop in Germania. Aggro Ansage n. 4 apparve il 22 novembre 2004 e ha raggiunto lo stato Oro nel maggio del 2005.
Il 2 dicembre 2005, venne pubblicati il quinto Sampler, ovvero Aggro Ansage Nr. 5 dove vennero presentati i due nuovi membri della Label G-Hot & Tony D. Tra l'altro ricevette questo Sampler il sostegno della "Untergrundformation Berlin Crime". Tre settimane dopo la pubblicazione ricevetto il Sampler Nr. 5 il Disco d´Oro.
L'ultimo Sampler degli artisti è Aggro Ansage Nr. 8 e venne Pubblicato il 5 dicembre del 2008.

## Artisti

### Artisti che collaborano fino alla fine
- B-Tight (2001 - )
- Kitty Kat (2006 - )
- Tony D (2005 - )
- Sido (2001 - )

### Artisti storici
- Rhymin' Simon
- Bushido (2001 - 2004)
- G-Hot (2005 - 2007)
- Fler (2003 - 2009)
- Sido

## Discografia

### Album
| Anno | Nome                               | Artista                                | Tipo Album      | Indiziert | GER | AUS | CH |
| ---- | ---------------------------------- | -------------------------------------- | --------------- | --------- | --- | --- | -- |
| 2001 | Das Mic und Ich                    | Royal TS                               | EP              |           |     |     |    |
| 2002 | Aggro Ansage Nr. 1                 | Bushido, Sido, B-Tight                 | Sampler         |           |     |     |    |
| 2002 | Alles ist die Sekte Album Nr. 3    | Royal TS                               | Album           |           |     |     |    |
| 2002 | Carlo, Cokxxx, Nutten              | Bushido, Fler                          | Collaboalbum    |           |     |     |    |
| 2002 | Der Neger (in mir)                 | B-Tight                                | EP              |           |     |     |    |
| 2002 | Aggro Ansage Nr. 2                 | Bushido, Sido, B-Tight                 | Sampler         | 31.05.05  |     |     |    |
| 2003 | Vom Bordstein bis zur Skyline      | Bushido                                | Solo Album      | 30.09.05  | 87  |     |    |
| 2003 | Gar nich so schlimm!               | A.i.d.S.                               | EP              |           |     |     |    |
| 2003 | Aggro Ansage Nr. 3                 | Sido, B-Tight, Bushido und Fler        | Sampler         | 31.12.04  |     |     |    |
| 2004 | Maske                              | Sido                                   | Solo Album      | 01.08.05  | 3   | 46  | 79 |
| 2004 | Aggro Ansage Nr. 4                 | Sido, Fler und B-Tight                 | Sampler         | 30.09.05  | 7   |     |    |
| 2005 | Neue Deutsche Welle                | Fler                                   | Solo Album      |           | 5   | 28  | 68 |
| 2005 | Dein Lieblings Album               | Deine Lieblings Rapper (Sido & Harris) | Collaboalbum    |           | 2   |     |    |
| 2005 | Aggro Ansage Nr. 5                 | Sido, Fler, B-Tight, G-Hot & Tony D    | Sampler         | 31.05.06  | 9   | 27  |    |
| 2005 | Heiße Ware                         | B-Tight und Tony D                     | Mixtape         |           |     |     |    |
| 2006 | F.L.E.R. 90210                     | Fler                                   | Mixtape         | 31.01.07  | 19  |     |    |
| 2006 | Der neue Standard                  | Beathoavenz                            | Mixtape         | 31.01.07  | 81  |     |    |
| 2006 | Trendsetter                        | Fler                                   | Solo Album      |           | 4   | 21  | 44 |
| 2006 | X-Tasy                             | B-Tight                                | EP              |           | 55  |     |    |
| 2006 | Aggrogant                          | G-Hot                                  | Mixtape         |           |     |     |    |
| 2006 | Ich                                | Sido                                   | Solo Album      |           | 4   | 18  | 19 |
| 2007 | Airmax Muzik                       | Fler                                   | Mixtape         |           | 13  | 37  |    |
| 2007 | Willkommen in Abschaumcity         | MC Bogy                                | Solo Album      |           | 92  |     |    |
| 2007 | Eine Hand wäscht die Andere        | Sido                                   | Feature-Album   |           | 21  | 29  | 22 |
| 2007 | Neger Neger                        | B-Tight                                | Solo Album      | 30.04.08  | 6   | 16  | 35 |
| 2007 | Alles oder Nichts                  | Jom & Said                             | Album           |           |     |     |    |
| 2007 | Totalschaden                       | Tony D                                 | Solo Album      |           | 21  | 63  | 78 |
| 2007 | Ghetto Romantik                    | B-Tight                                | Mixtape         |           | 54  |     |    |
| 2007 | Auferstanden aus Ruinen            | Joe Rilla                              | Solo Album      |           |     |     |    |
| 2007 | Wir nehmen auch Euro               | Fler, DJ Sweap & Pfund 500             | Mixtape         |           |     |     |    |
| 2008 | Fremd im eigenen Land              | Fler                                   | Solo Album      |           | 7   | 17  | 25 |
| 2008 | Ich und meine Maske                | Sido                                   | Solo Album      |           | 1   | 2   | 2  |
| 2008 | Südberlin Maskulin                 | Fler & Godsilla                        | Collaboalbum    |           | 22  | 81  |    |
| 2008 | Goldständer                        | B-Tight                                | Solo Album      |           | 36  |     | 96 |
| 2008 | Aggro im Club 001                  | Sido, B-Tight, Kitty Kat, Tony-D       | EP              |           |     |     |    |
| 2008 | Aggro Anti Ansage Nr. 8            | Sido, B-Tight, Kitty Kat, Fler, Tony-D | Sampler         |           | 25  | 20  |    |
| 2008 | Trilogy                            | Sido                                   | CD-Box          |           |     |     |    |
| 2009 | Fler                               | Fler                                   | Solo Album      |           | 10  | 14  | 36 |
| 2009 | Aggro Berlin Label Nr.1: 2001-2009 | Diverse                                | Best of Sampler |           | 38  | 12  | 9  |

### Singoli
| Anno | Nome                         | Artista                | Album                                 | GER | AUS | CH |
| ---- | ---------------------------- | ---------------------- | ------------------------------------- | --- | --- | -- |
| 2001 | Das Mic und Ich (Vinyl)      | A.i.d.S.               | Alles ist die Sekte: Album Nr. 3      |     |     |    |
| 2003 | Bei Nacht                    | Bushido                | Vom Bordstein bis zur Skyline         |     |     |    |
| 2003 | Gemein wie 10                | Bushido                | Vom Bordstein bis zur Skyline         |     |     |    |
| 2004 | Mein Block                   | Sido                   | Aggro Ansage Nr. 3                    | 13  | 61  |    |
| 2004 | Arschficksong                | Sido                   | Aggro Ansage Nr. 1                    | 63  |     |    |
| 2004 | Fuffies im Club              | Sido                   | Maske                                 | 18  |     |    |
| 2004 | AggroberlinA                 | Fler                   | -                                     | 59  |     |    |
| 2005 | Mama ist stolz               | Sido                   | Maske                                 | 25  |     |    |
| 2005 | NDW 2005                     | Fler                   | Neue Deutsche Welle                   | 9   | 19  |    |
| 2005 | Steh wieder auf              | Deine Lieblings Rapper | Deine Lieblingsalbum                  | 14  |     |    |
| 2005 | Nach eigenen Regeln          | Fler, G-Hot            | Neue Deutsche Welle (Premium Edition) | 22  | 40  |    |
| 2006 | Wahlkampf                    | Sido, G-Hot            | Aggro Ansage Nr. 5                    | 36  | 33  |    |
| 2006 | Papa ist zurück              | Fler                   | Trendsetter                           | 23  | 32  |    |
| 2006 | Cüs Junge                    | Fler feat. Muhabbet    | Trendsetter                           | 50  | 75  |    |
| 2006 | Weihnachtssong               | Sido                   | Aggro Ansage Nr. 3                    | 34  | 68  |    |
| 2006 | Strassenjunge                | Sido                   | Ich                                   | 20  | 25  |    |
| 2007 | Ein Teil von mir             | Sido                   | Ich                                   | 14  | 24  | 46 |
| 2007 | Ich bin's                    | B-Tight                | Neger Neger                           | 45  |     |    |
| 2007 | Schlechtes Vorbild           | Sido                   | Ich                                   | 18  | 30  | 43 |
| 2007 | Der Coolste                  | B-Tight                | Neger Neger                           | 92  |     |    |
| 2007 | Totalschaden                 | Tony D                 | Totalschaden                          | 53  |     |    |
| 2007 | Weihnachtssong 2007          | Sido                   |                                       | 45  | 69  |    |
| 2008 | Deutscha Badboy              | Fler                   | Fremd im eigenen Land                 | 16  | 68  |    |
| 2008 | Warum bist du so?            | Fler                   | Fremd im eigenen Land                 | 61  |     |    |
| 2008 | Augen auf                    | Sido                   | Ich & meine Maske                     | 7   | 13  | 29 |
| 2008 | Augen auf / Halt dein Maul   | Sido                   | Ich & meine Maske                     | 23  |     | 78 |
| 2008 | Carmen                       | Sido                   | Ich & meine Maske                     | 17  | 18  | 72 |
| 2008 | Herz                         | Sido                   | Ich & meine Maske                     | 19  | 19  | 39 |
| 2008 | Sie will mich                | B-Tight                | Goldständer                           |     |     |    |
| 2008 | Weihnachtssong 2008          | Sido                   | -                                     | 74  |     |    |
| 2009 | Nein!                        | Sido feat.Doreen       | Ich & meine Maske                     | 29  | 44  |    |
| 2009 | Check mich aus               | Fler                   | Fler                                  | 74  |     |    |
| 2009 | Ich sing nicht mehr für dich | Fler feat. Doreen      | Fler                                  | 33  |     |    |

### DVD
- 2004: Aggro Ansage Nr. 1 (Bushido, Sido, B-Tight, Fler)
- 2006: Aggro Videos 1ª Parte (Sido, B-Tight, Fler)
- 2006: Trendsetter DVD (Fler)
- 2007: Ich DVD (Sido)
- 2008: Aggro Videos 2ª Parte (Sido, B-Tight, Fler & Tony D)

## Successi
- 2004: Comet nella Categoria Newcomer National (Sido)
- 2004: BRAVO Otto nella Categoria „Miglior Rapper National“ (Sido)
- 2005: Disco d´Oro per il SoloAlbum di Sido Maske
- 2005: Disco d´Oro per il Sampler Aggro Ansage Nr. 4
- 2006: Juice-Awards: 1º Posto nella Categoria Newcomer Act National per G-Hot, Rap Crew National (Aggro Berlin), Miglior Sito Web, Album National per Sido - Ich & Label National[1]
- 2006: Disco d´Oro per il Sampler Aggro Ansage Nr. 5
- 2006: Disco d´Oro per il SoloAlbum di Sido Ich
- 2006: BRAVO Otto in Argento nella Categoria „Miglior Rapper National“ (Sido)
- 2007: Juice-Awards: 1º Posto nella Categoria Label National; Mixtape (Fler - Air Max Muzik)
- 2007: Tape d´Oro per il Video Strassenjunge nella TRL - Most Wanted
- 2007: BRAVO Otto in Argento nella Categoria „HipHop National“ (Sido)
- 2008: Disco d´Oro in Austria per il Solo Album di Sido Ich und meine Maske
- 2008: Disco d´Oro in Svizzera per il Solo Album di Diso Ich und meine Maske
- 2009: Swiss Music Award nella Categoria Best Album Urban International (Sido - Ich und meine Maske)